# De Hammen
De Hammen, vroeger ook Hoog Hammen, is een buurtschap in de gemeente Midden-Groningen in de Nederlandse provincie Groningen. Het bestaat uit de boerderij 'Hooghammen' (Graauwedijk 1) en het gebied ten zuidoosten ervan. Het behoorde vanouds tot het kerspel Schildwolde, maar wordt tegenwoordig tot Overschild gerekend.
De nederzetting bestaat uit zeven huiswierden op de oeverwallen van de voormalige Slochter Ae (de huidige Luddeweersterweg), waarvan Hooghammen de belangrijkste is. Zes daarvan lagen in het voormalige kerspel Slochteren.
De eerste vermelding van de buurtschap stamt uit de zijlvestboeken van Slochteren uit de eerste helft van de vijftiende eeuw, toen werd gesproken over IJkama ham ... bij den dijck en inde Ham bij IJckinge heem, waar een zekere Snelger IJckinga woonde. Ham betekent hier 'omheind of omsloten (door sloten omringd) land'. Het hele gebied werd kennelijk naar deze boerderij Ickingeburen genoemd.
Het toponiem ham komt ook elders in deze omgeving voor. Het kloostervoorwerk te Hoeksmeer werd uppa Ham genoemd. Vanaf De Hammen loopt de Hamweg ((nu Luddeweersterweg) naar Lageland. Het einde van de Hamweg heette vroeger Uitham. Ook Kolham werd wel als De Ham betiteld.
Boerderij 'De Hammen' (Luddeweersterweg 8) viel officieel onder Luddeweer (kerspel Woltersum) en maakte geen deel uit van de buurtschap De Hammen. Het voorhuis van boerderij werd gebouwd in 1873. Bij de boerderij ligt sinds 2006 een minicamping.

## Hooghammen
Boerderij Hooghammen (of Hoog Hammen) aan de Luddeweersterweg ligt op een wierde, waarin resten van kogelpotten zijn gevonden die erop wijzen dat de wierde mogelijk al in de negende eeuw werd bewoond. De boerderij lag vroeger aan de Fivel. Enkele houten palen met ronde koppen die in de 19e eeuw bij kleiafgravingen nabij de boerderij werden gevonden zouden erop kunnen wijzen dat zich hier vroeger een kleine haven bevond. Mogelijk hebben er meerdere boerderijen gestaan. Later werd de Fivel afgedamd en stroomde alleen nog de Scharmer Ae langs de boerderij, totdat ook deze werd afgedamd. Aangezien de route van het Klooster Bloemhof naar het vrouwenklooster van Schildwolde langs de wierde liep, behoorde de boerderij misschien als voorwerk tot het bezit van een van beide kloosters.
De huidige boerderij Hooghammen werd gebouwd in 1869. Het voorhuis werd in 1875 verbouwd tot dwarsvooreind omdat de bewoners vandaaruit de schepen wilden zien varen door het nieuw gegraven Eemskanaal (1866-1876). Ook werd er toen een slingertuin aangelegd. De architect was Willem van den Heide, die opzichter was van het waterschap Duurswold en ook architect van de herbouw en restauratie van de kerk van Slochteren (1881-1883). Later werd het huis bewoond door de burgemeester van Slochteren Harm Broekema. Hij kocht op een boeldag een gevelsteen met het wapen van de stad Groningen, die daarvoor vermoedelijk in een der bijgebouwen was ingemetseld in de in 1878 (naar het Rijksmuseum Amsterdam) verplaatste Herepoort. Zijn oudste zoon, Jan Leenderts Broekema liet de gevelsteen inmetselen in een muur van de boerderij. Diens kleinzoon Jan Harm Broekema liet deze gevelsteen opnieuw inmetselen in 1998 in de vernieuwde achtergevel van de boerderij. In 2011 verkocht hij het aan een boer uit Woldendorp, die het echter alleen kocht om de omringende landerijen en de boerderij leeg liet staan.
De Nederlandse televisieserie Hollands Hoop uit 2014 is grotendeels opgenomen op Hoog Hammen. In maart 2018 werd bekend dat de boerderij stelselmatig werd geplunderd. In 2020 werd een plan ingediend om met geld van het Nationaal Programma Groningen (NPG) de boerderij op te knappen en er een cultureel centrum en horecagelegenheid van te maken. Er werd een voorlopige overeenkomst getekend met de eigenaar. De gemeente Midden-Groningen startte ondertussen met de voorbereidingen om het pand aan te wijzen tot gemeentelijk monument, vooral vanwege het historische interieur. De provincie wilde een overname echter pas goedkeuren nadat de initiatiefnemers zich in een stichting hadden verenigd. Omdat het NPG de financiering echter niet tijdig rond kreeg en uitstel van de deadline voor de verkoop geen soelaas bood, verkocht de eigenaar het goed in 2022 echter aan de buren, die naar eigen zeggen van plan zijn er zelf te gaan wonen. In 2022 werden er een aantal theatervoorstellingen gehouden, waarbij de initiatiefnemers het een aantal keer aan de stok kregen met de nieuwe eigenaar en deze na afloop zelfs een aantal verhuurders een tijdlang de toegang naar de weg blokkeerde en zich zo schuldig maakte aan wederrechtelijke vrijheidsberoving. Een maand later werd er ingebroken en het historische interieur van de boerderij grotendeels vernield. De daders zijn niet gevonden. De stichting vermoedde kwade opzet, aangezien de aanwijzing tot monument beperkend zou kunnen zijn voor de nieuwe eigenaar. De gemeente stond voor voldongen feiten en besloot daarna de aanwijzing tot monument in te trekken. De nieuwe eigenaar bouwde  in 2023 een nieuwe stal achter de boerderij op basis van een tien jaar oude vergunning. Door gewijzigde wet- en regelgeving zal dit pand echter vermoedelijk niet in gebruik mogen worden genomen als stal.

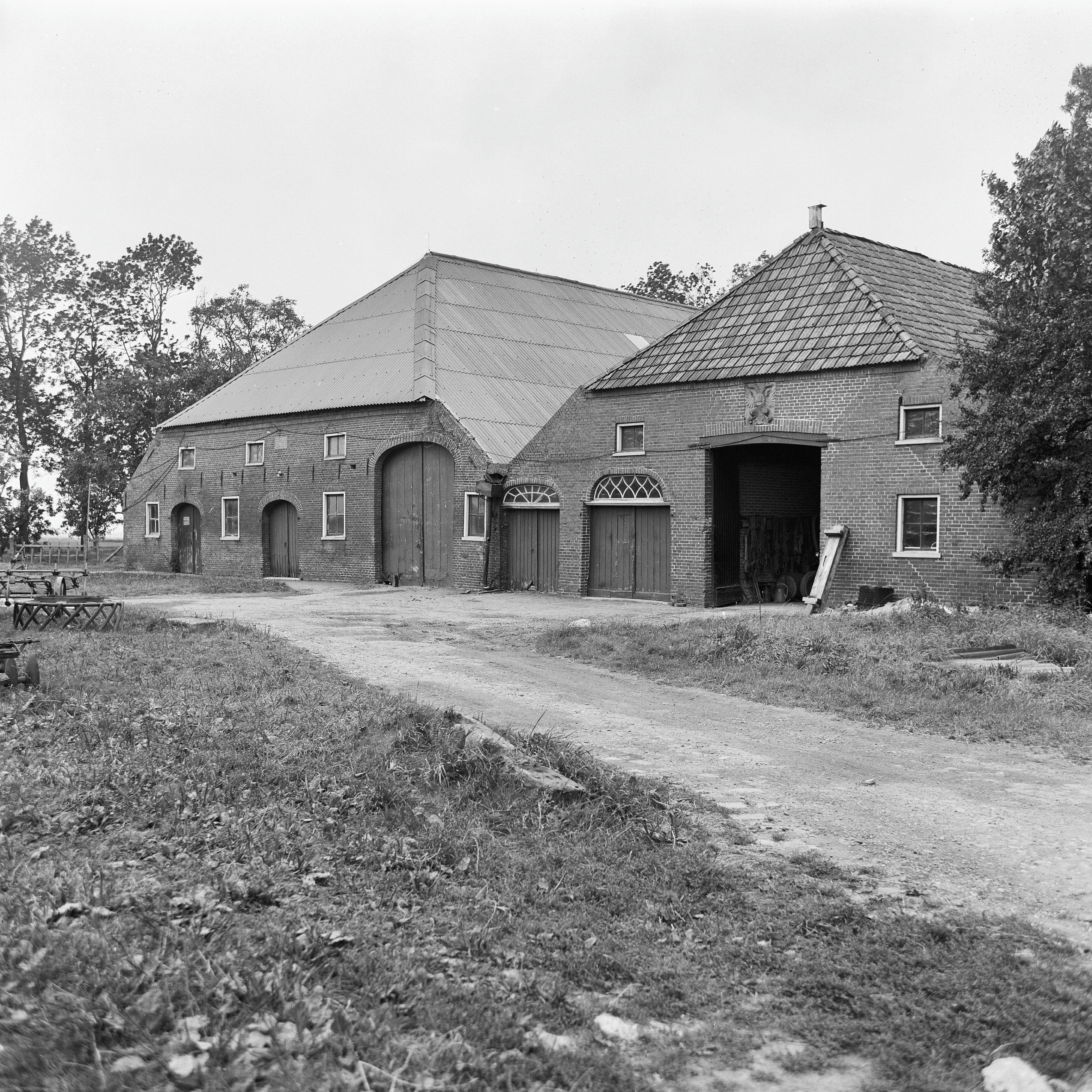
Achterzijde boerderij Hoog Hammen (1970)
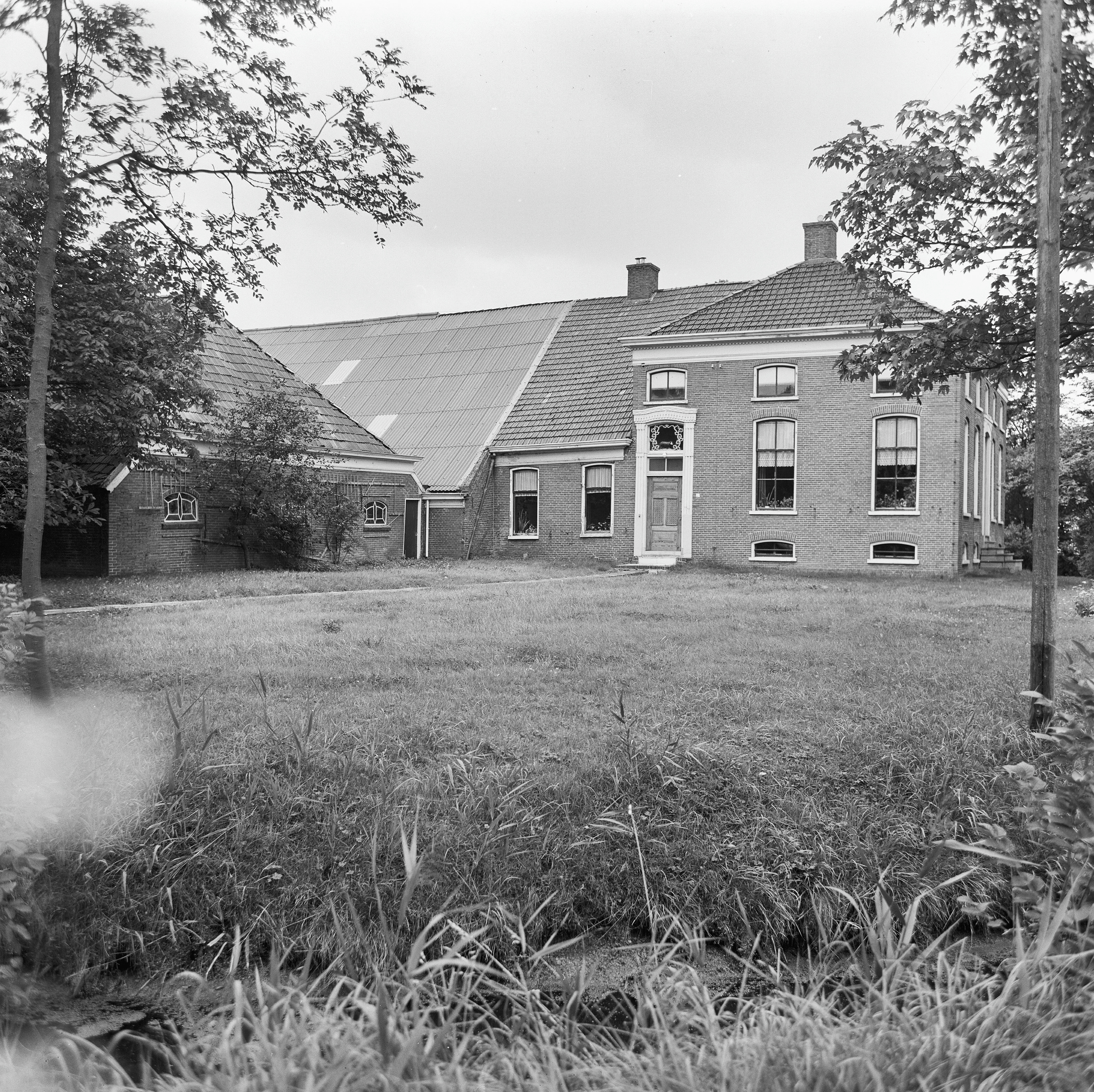
Linker zijgevel boerderij Hoog Hammen (1970)
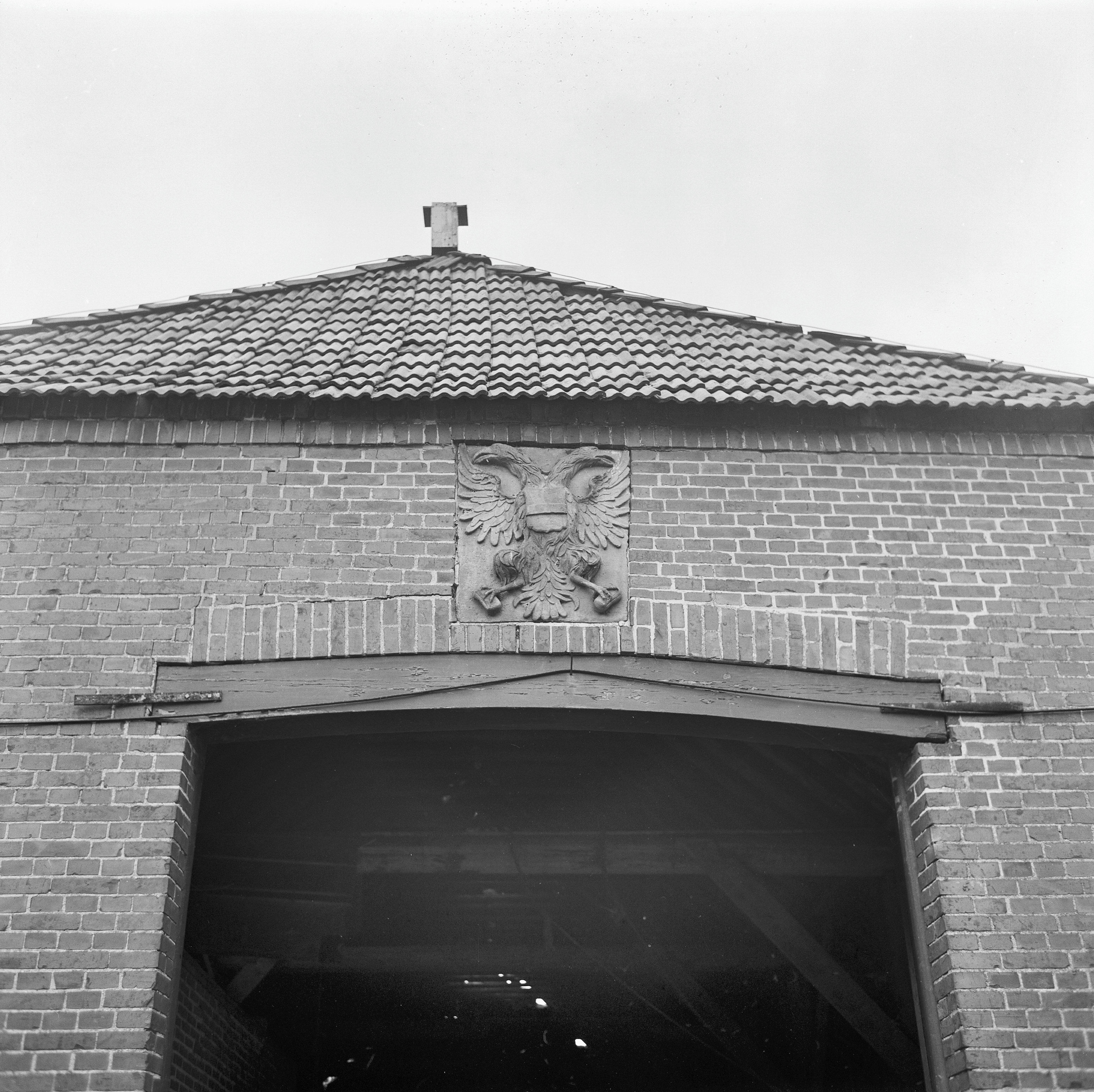
Het wapen van de stad Groningen vermoedelijk afkomstig van een van de bijgebouwen (de middelste toegang tot de gaanderij achter de kazematten) aan weerszijden van de binnenzijde van de Heerepoort van de stad Groningen ingemetseld in de achtermuur van de schuur (1970). Rechts zichtbaar op deze foto uit (vermoedelijk) 1876 van Von Kolkow. Een doorsnede van de kazematten en gaanderijen staat hier.
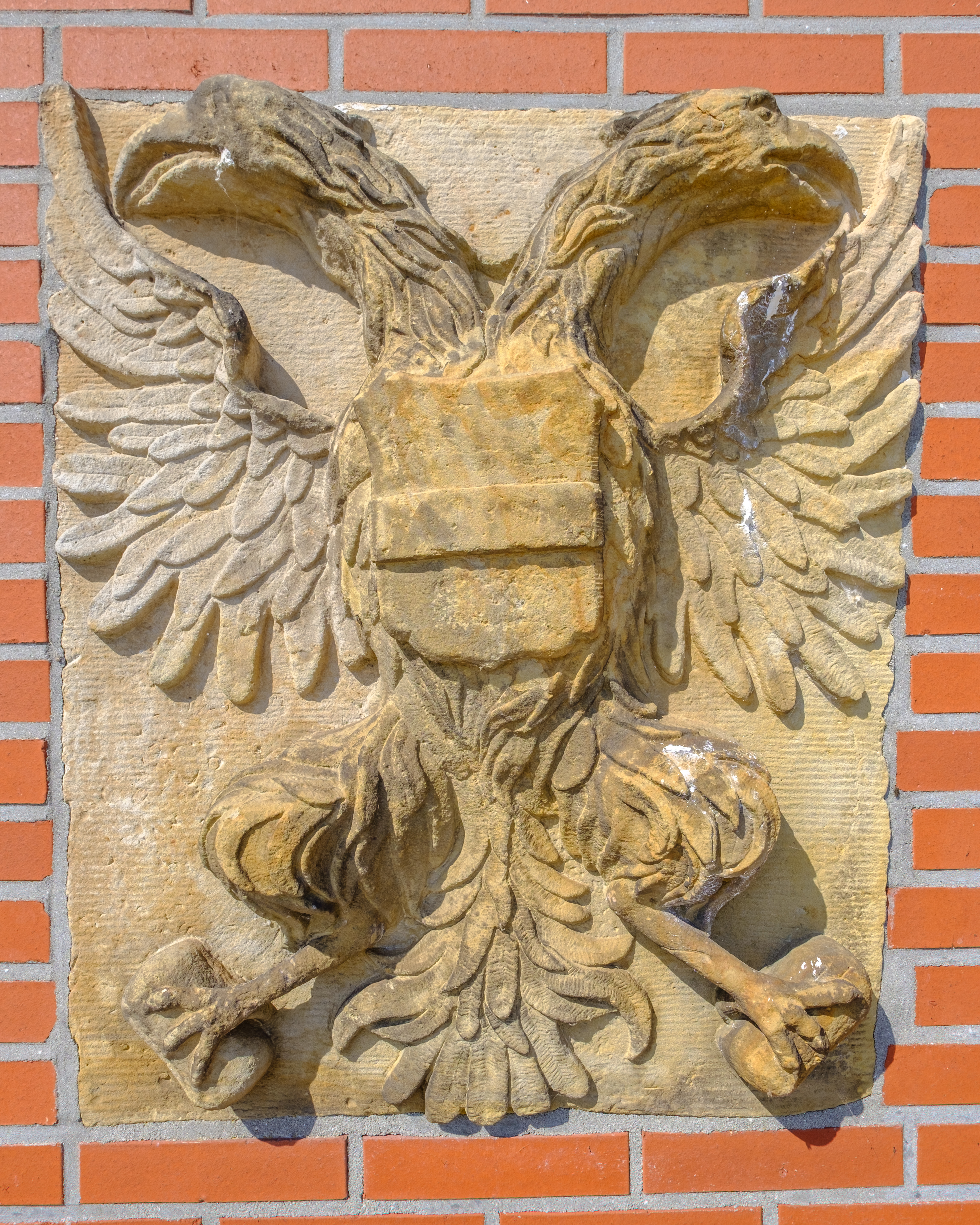
Het wapen van de stad Groningen opnieuw ingemetseld in de in 1998 opnieuw opgetrokken achtermuur van de schuur (2022)
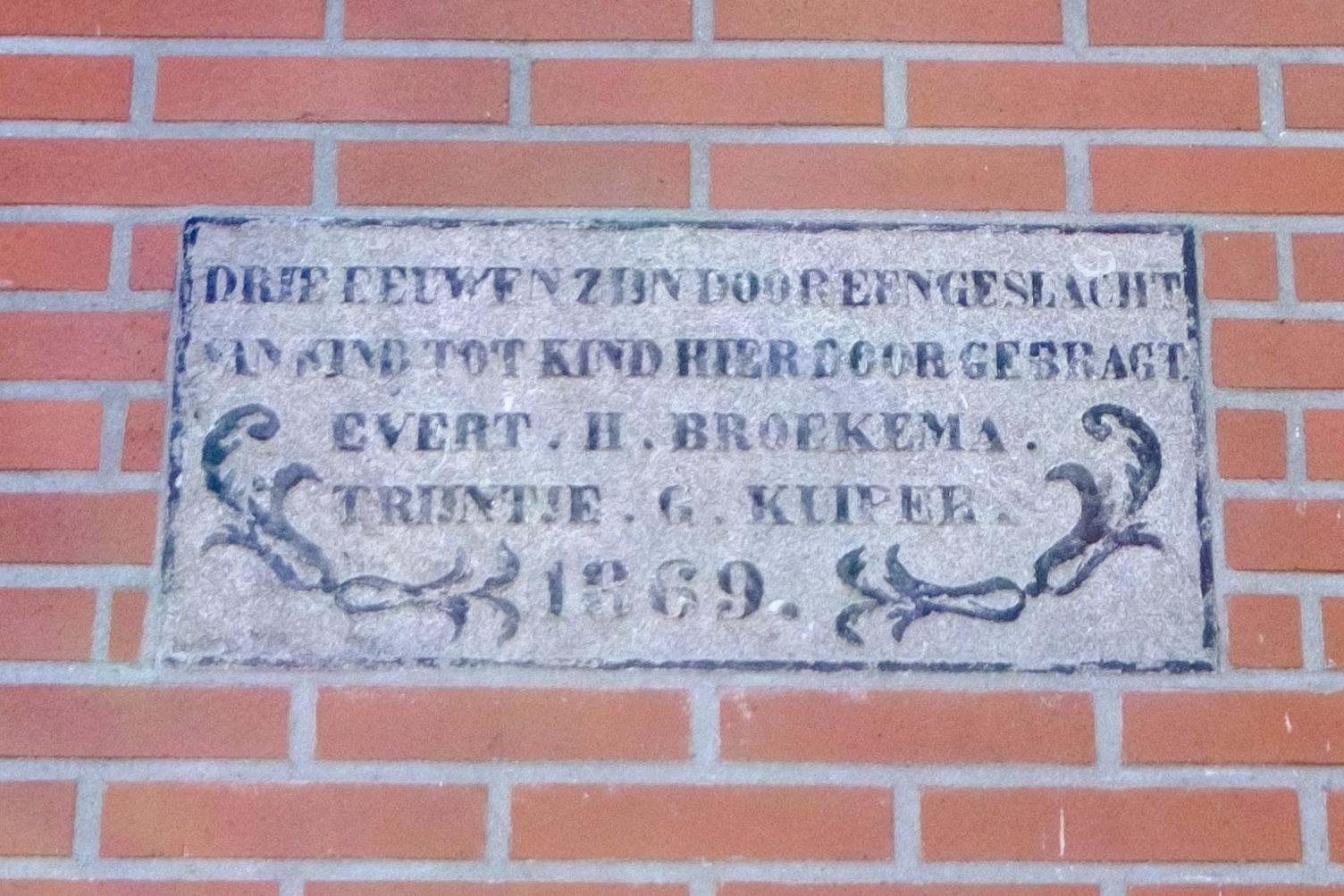
Gedenksteen herbouw boerderij in de achtermuur van de schuur
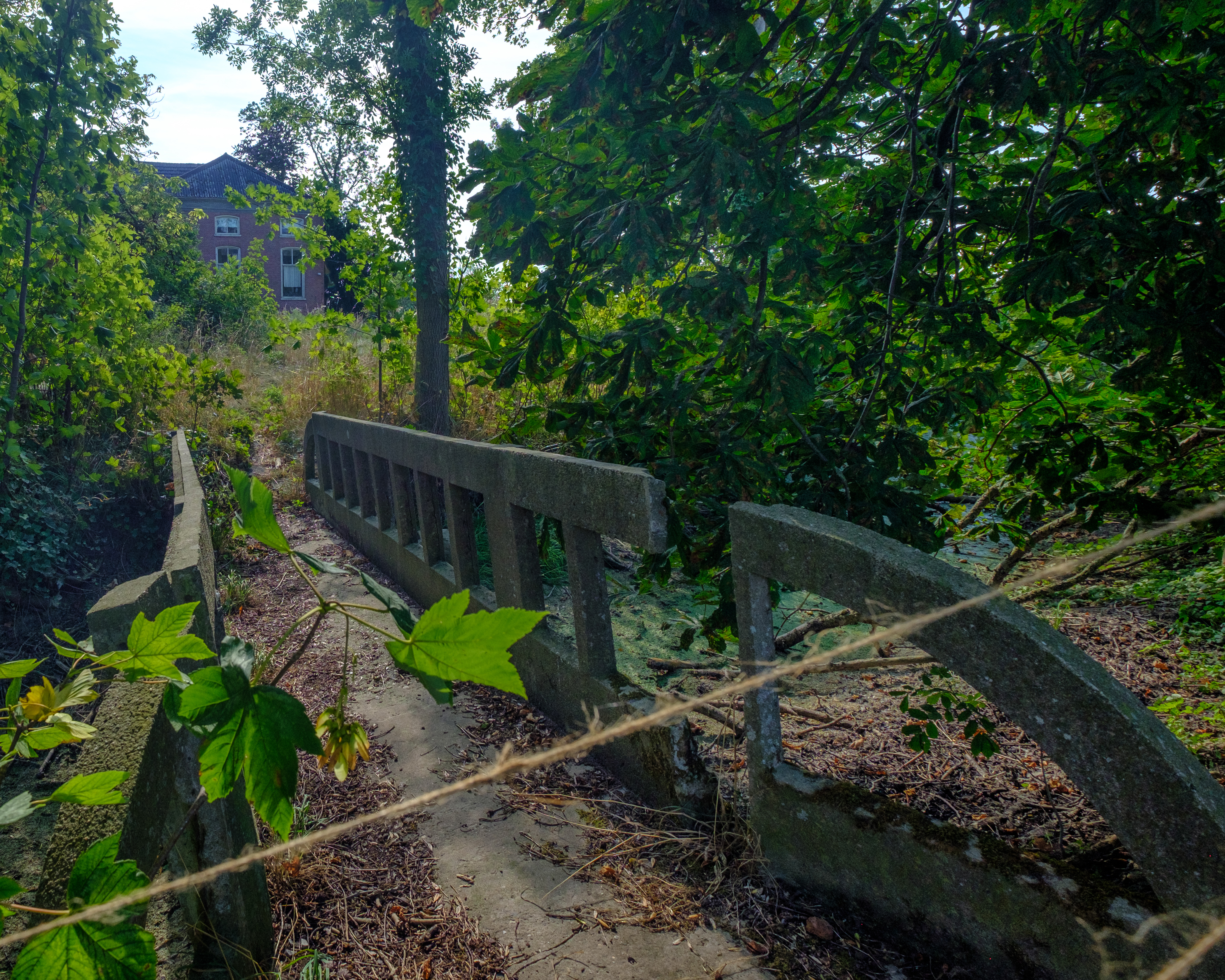
Vervallen toegangsbrug tot de boerderij over de gracht (2022)
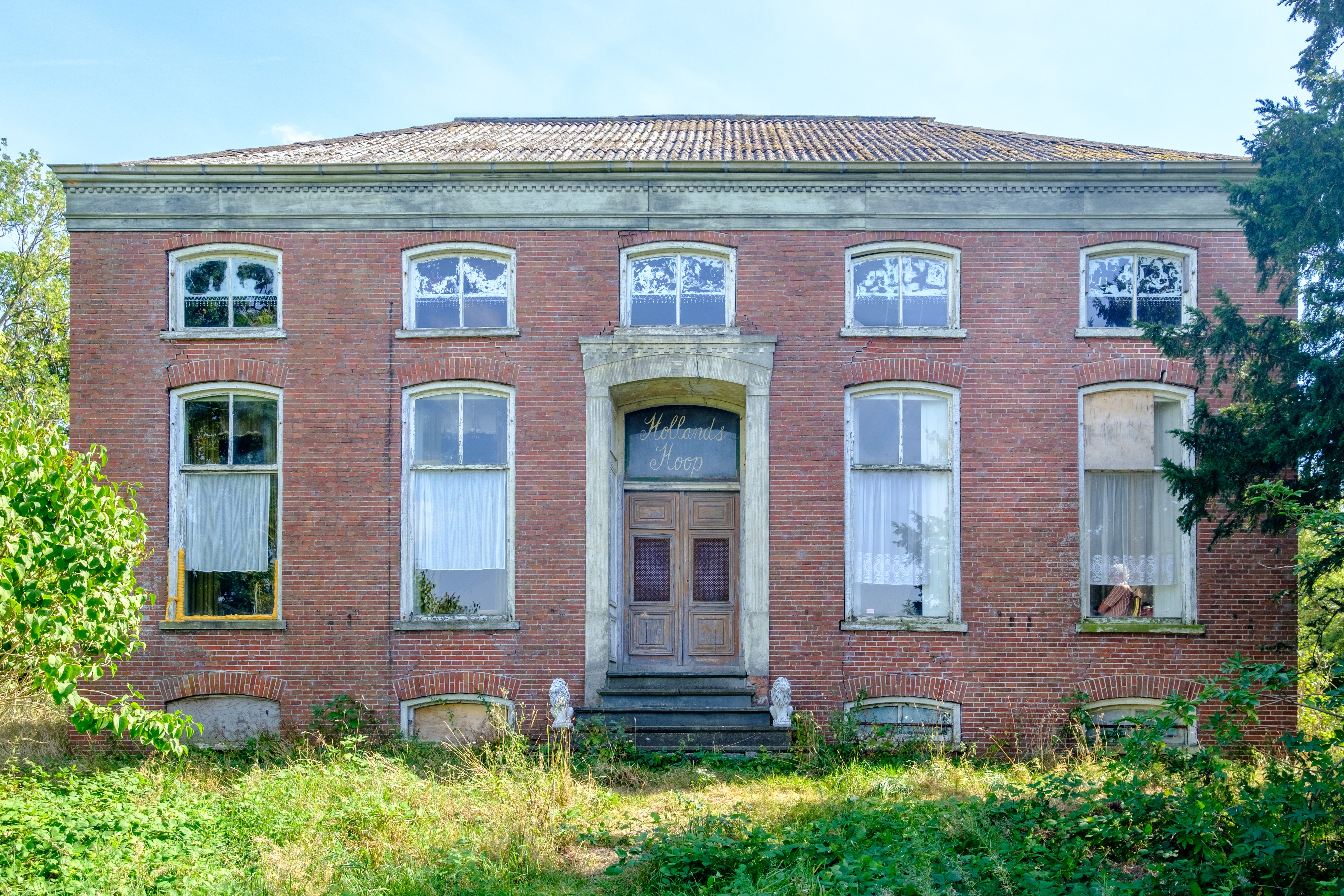
Voorhuis met boven de ingang 'Hollands Hoop' (2022)
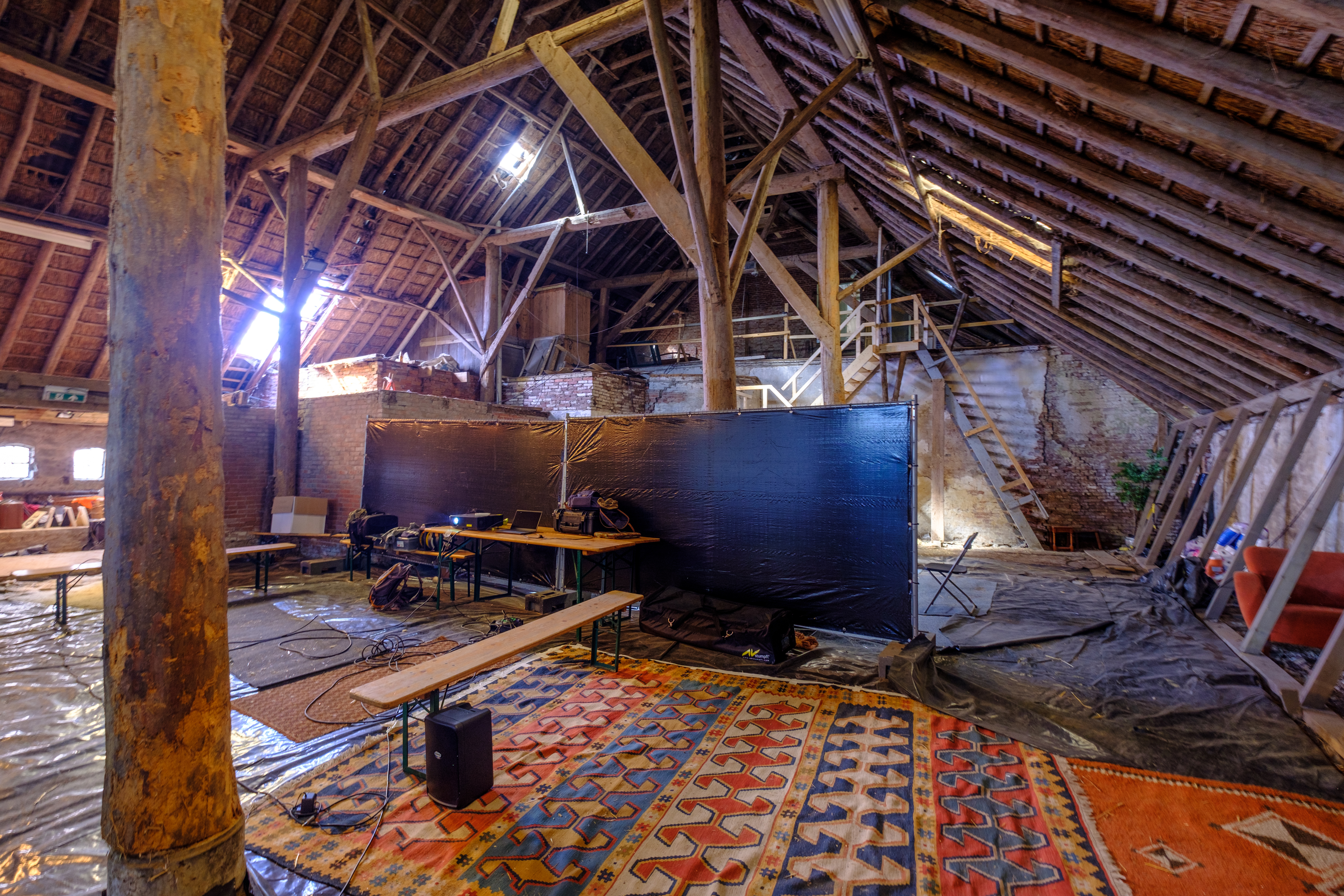
Binnenzijde schuur (2022)

Dorpen: Borgercompagnie · Foxhol · Froombosch · Harkstede · Hellum · Hoogezand · Kiel-Windeweer · Kolham · Kropswolde · Luddeweer · Meeden · Muntendam · Noordbroek · Overschild · Sappemeer · Scharmer · Schildwolde · Siddeburen · Slochteren · Steendam · Tripscompagnie · Tjuchem · Waterhuizen · Westerbroek · Woudbloem · Zuidbroek

Buurtschappen: Achterdiep · Akkereinden · Ayngehorn · Beneden Veensloot · Blokum · Bokhörn · Borgweg · Boven Veensloot (deels) · Bovenhuizen · Bovenstreek · Buitenhuizen · Denemarken · Drukkebuurt · Duurkenakker · Eelshuis · Foxham · Foxholsterbosch · Gaarland · Gaarveen · De Hammen · Den Ham · Hamweg · Heerenlaan · Heidenschap · De Hole · Huisweeren · Jagerswijk · Kalkwijk · Kiel · Klein Harkstede (deels) · Kleinemeer · 't Klooster · Korengarst · Kostverloren · Lageland · Langewijk · Leentjer · Lula · Medumertol · Nieuwe Compagnie · Noordbroeksterhamrik · Noordbroeksterveen · Oosterweeren · Oostwold · Oude Verlaat · De Paauwen · Roeksweer · Ruiten · Schaaphok · Schildland ·  Siddebuursterveen · Spitsbergen · Stootshorn · Tusschenloegen · Tussenklappen · Uiterburen · Uitham · Veendijk · Het Veen · 't Veen · Veenhuizen · Vossenburg · Weereweg · Westeind · Wilderhof · Windeweer · Winkelhoek · Wolfsbarge · De Zanden · Zandwerf · Zuiderveen 

Wijk: Gorecht · Gouden Driehoek · Martenshoek · Meerwijck · Ruitershorn · Rengerspark · Sappemeer-Noord · De Vosholen · Woldwijck · Zuiderpark

Groningen: Steden en dorpen      Nederland: Provincies · Gemeenten